# 어센더

로마자 알파벳의 기준선들. 여기서 'mean line' (가상선) 위로 튀어나온 부분을 어센더라고 부른다. 단, 대문자 S는 해당되지 않는다.

어센더(ascender)는 타이포그래피 용어로, 로마자 알파벳으로 된 글꼴의 소문자에서 윗쪽 평균선 (가상선) 너머로 튀어나온 부분을 가리킨다. 달리 말하면 소문자 중에서 X높이를 초과하는 부분을 말한다.
디센더의 반댓말이기도 한 어센더는 문장의 판독률을 높여주는 역할을 한다. 이 때문에 도로 표지판 같은 가독성이 중시되는 상황에서는 대문자로만 쓰는 방식, 즉 올 캡스 방식을 기피하고 어센더를 살린 소문자를 적극 활용하는 경향이 있다. 실제로 1960년대 영국에서 모터웨이를 건설할 당시, 고속도로 표지판의 글씨를 모두 대문자화하는 것보다는 소문자를 함께 쓰는 것이 읽기 편하다는 연구가 발표되면서 이것이 반영된 전용 글꼴 '트랜스포트'가 제작되기도 하였으며, 오늘날 영국 전역의 교통 표지판 표기에 있어서 표준안으로 널리 자리잡기도 했다.
본문용으로 쓰기 위해 제작된 벰보, 개러몬드 같은 글꼴의 경우에는 어센더가 대문자 높이를 넘어서기도 한다.